# Psihosomatske bolesti
Psihosomatske bolesti (psiho + grč. soma=tijelo) su bolesti različitih organa, koje nastaju zbog psihičkih doživljaja, odnosno kao posljedica neurotičnih konflikata. 
Prema shvaćanju psihosomatske medicine, emocionalna uzbuđenja i psihička napetost uzrokuju organske promjene u tijelu putem vegetativnog živčanog sustava.
Najčešća psihosomatska oboljenja su: gastritis, ulcerozni kolitis, neki oblici gušavosti, ulkus (čir, na želucu ili dvanaesniku), te u pojedinim slučajevima dijabetes, hipertenzija, migrena, bronhalna astma, urtikarija, pruritus i druge.
U većini slučajeva psihosomatske bolesti se liječe usporedno organski i psihoterapijom.

## Vanjske poveznice
- (hrv.) Moj doktor  Arhivirana inačica izvorne stranice od 20. travnja 2008. (Wayback Machine)
- (hrv.) Narodni zdravstveni List
- (engl.) Patient UK  Arhivirana inačica izvorne stranice od 24. prosinca 2008. (Wayback Machine)
- (engl.) Psychosomatic disorders  Arhivirana inačica izvorne stranice od 24. rujna 2006. (Wayback Machine)